# 3-Heptin
3-Heptin ist eine chemische Verbindung aus der Gruppe der Alkine.
Isomere der Verbindung sind unter anderem 1-Heptin und 2-Heptin.

## Gewinnung und Darstellung
3-Heptin kann durch Reaktion von 1-Hepten-3-in mit Wasserstoff gewonnen werden, wobei noch eine Reihe anderer Verbindungen entstehen.

## Eigenschaften
3-Heptin ist eine farblose Flüssigkeit, die praktisch unlöslich in Wasser ist.